# Armin Zotter
Armin Oliver Zotter (* 13. November 1969) ist ein österreichischer Ballistiker,  Ingenieurwissenschaftler und mehrfach akkreditierter forensischer Sachverständiger im Rechtswesen sowie Berater und Lehrkörper bei weiteren Organisationen.

## Leben und Wirken
Armin Zotter besuchte nach der HTL Ferlach die Technische Universität Wien und promovierte. Der Maschinenbauingenieur ist nach umfassender Tätigkeit in der wehrtechnischen Industrie und Lehrämtern als weltweit führender Gerichtssachverständiger für Forensische Ballistik aktiv.
Im Rahmen von wissenschaftlicher Aufarbeitung von Tatortevidenzen werden von Zotter u. a. im Reverse Engineering Verfahren Rückschlüsse auf die verwendeten Waffen, Schützen und Schüsse gerichtsfest evaluiert. Typisch sind Tatortrekonstruktionen (CSR) aus welchen gemeinsam mit Primärevidenzen am Tatort (Schussdefekte), Sekundärevidenzen am Tatort (Lage von Hülsen etc.), Akteninhalt, Erfahrungssätzen und ballistischen Versuchen Hergangstheorien entwickelt werden, die in weiteren Erprobungen verifiziert oder falsifiziert werden, um die materielle Wahrheit zu ergründen. Bekannt geworden sind aufgrund Medienscheue nur wenige seiner Ermittlungen, bestätigt ist u. a. seine Tätigkeit im Fall „Wilderer vom Annaberg“.
Das Hauptforschungsgebiet Zotters liegt in der Validierung von ballistischen Medien, wobei er insbesondere ballistischen Ton zur Abbildung der temporären Wundkavitäten einsetzt, der sowohl aus ökonomischer Sicht, als auch in Handhabbarkeit und Entsorgungsfreundlichkeit deutliche Vorteile gegenüber bisherigen Simulanzien setzt. Hervorzuheben sind seine Forschungen zu „Less-Lethal-Ammunition“, insbesondere der III. Generation von „Bean Bags“, welche als Einsatzmunition in zahlreichen Sondereinheiten im Dienst steht. Dies ist weltweit die erste Munition, welche desinfizierende und blutstillende Materialien in eine Wunde einbringt, um das Risiko für den Getroffenen nach bestem Stand der Technik klein zu halten.
Zotter forschte vor allem im Eindringverhalten von „Less Lethal“-Geschossen im niedrigen Geschwindigkeitsbereich an mit Hautersatz überzogenen Simulanzien. Er entwickelte in Anlehnung an von Schutzwesten abgeleitete Funktionskriterien von den „Behind Armour“ Forderungen für nichttödliche Munition und postulierte als erster Grenzwerte für subkutane Nichtpenetration. Bekannt ist auch das Engagement von Zotter im Rahmen überlappender Arbeiten mit dem Wildtiermanagement. Die vorbeschriebenen Projektilkomponenten wurden zum Einsatz bei Problembären diskutiert.
Bei der Carl Cranz Gesellschaft und weiteren Organisationen beteiligt sich Zotter u. a. als Referent an der technisch-wissenschaftlichen Fort- und Weiterbildung.